# Estadio Manuel Murillo Toro
Das Estadio Manuel Murillo Toro ist ein Fußballstadion in der kolumbianischen Stadt Ibagué. Es bietet Platz für 30.000 Zuschauer und dient dem kolumbianischen Erstligisten Deportes Tolima als Heimstätte. Das Stadion ist im Besitz der Stadt Ibagué.

## Geschichte
| Estadio Manuel Murillo Toro |

| Lokalisierung von Tolima in Kolumbien |

Das Estadio Manuel Murillo Toro wurde im Jahre 1955 während der Regierungszeit des Diktators Gustavo Rojas Pinilla fertiggestellt und trug zunächst dessen Namen. Nach dessen Absetzung am 10. Mai 1957 wurde es zunächst in Estadio 10 de Mayo umbenannt. Danach folgten Umbenennungen in Estadio Serrano de Avila, nach dem Spender des Grundstücks, und in Estadio San Bonifacio, nach dem Patron der Stadt. Schließlich wurde es nach dem zweimaligen kolumbianischen Präsidenten Manuel Murillo Toro benannt.
Im Jahr 1981 ereignete sich vor einem Ligaspiel zwischen Deportes Tolima und Deportivo Cali ein Unfall im Stadion, bei dem 17 Menschen starben, nachdem ein Teil einer Tribüne eingestürzt war.
Nach dem Bau hatte das Stadion eine Kapazität von 8.000 Zuschauern, die später zunächst auf 18.000 Plätze erweitert wurde. Heute finden im Stadion 30.000 Zuschauer Platz.